# Кальканьо, Доменико
Доменико Кальканьо (итал. Domenico Calcagno; род. 3 февраля 1943, Пароди-Лигуре, Пьемонт, королевство Италия) — итальянский куриальный кардинал. Епископ Савоны-Ноли с 25 января 2002 по 7 июля 2007. Архиепископ ad personam с 7 июля 2007 по 18 февраля 2012. Секретарь Администрации церковного имущества Святого Престола с 7 июля 2007 по 7 июля 2011. Председатель Администрации церковного имущества Святого Престола с 7 июля 2011 по 26 июня 2018. Кардинал-дьякон с титулярной диаконией Аннунчационе-делла-Беата-Вирджине-Мария-а-виа-Ардеатина с 18 февраля 2012 по 4 марта 2022. Кардинал-священник с титулярной диаконией pro hac vice Аннунчационе-делла-Беата-Вирджине-Мария-а-виа-Ардеатина с 4 марта 2022.

## Биография
Кальканьо родился в Трамонтане (архиепархия Генуи, провинции Алессандрия) 3 февраля 1943 года. После изучения гуманитарных дисциплин в епархиальной семинарии, он посещал Папский Григорианский университет в Риме, получив степень в догматическом богословие. Он был рукоположен в сан священника в праздник святых Петра и Павла 29 июня 1967 года кардиналом Джузеппе Сири.
После нескольких лет приходского служения, он был назначен профессором богословия богословского факультета Северной Италии, а затем в Высшем институте религиоведения, Лигурия. Он служил в качестве президента Института епархиального духовенства и был епископским викарием по «новым видам деятельности». На национальном уровне занимал различные должности в том числе: Секретарь Комиссии итальянских священников, инспектор ИЕК для института религиозных наук, директор Национального миссионерского сотрудничества Церквей, а совсем недавно, казначей итальянской епископской конференции.
Папа Иоанн Павел II назначил его епископом Савоны-Ноли 25 января 2002 года. Он был хиротонисан в епископы 9 марта того же года. Он служил в качестве епископа Савона, пока не был назначен Секретарём Администрации церковного имущества Святого Престола и в то же время был возведён в ранг архиепископа ad personam от 7 июля 2007 года папой римским Бенедиктом XVI. Он оставался в качестве заместителя кардинала Никоры до 7 июля 2011 года, когда он был назначен председателем Администрации церковного имущества Святого Престола.
Архиепископ Кальканьо был назначен после отставки кардинала Никоры, который стал полноправным председателем Управления финансовой информации Святого Престола. Кардинал Никора занял этот пост после создания Управления финансовой информации Святого Престола в январе 2011 года.

## Кардинал
6 января 2012 года было объявлено, что Папа римский Бенедикт XVI возведёт Доменико Кальканьо в сан кардинала на консистории 18 февраля 2012 года.
18 февраля 2012 года, в соборе Святого Петра состоялась консистория, на которой Доменико Кальканьо был возведён в сан кардинал-дьякона с титулярной диаконией Аннунчационе-делла-Беата-Вирджине-Мария-а-виа-Ардеатина. На нового Князя Церкви была возложен кардинальская шапка и вручён кардинальский перстень.
Участник Конклава 2013 года.
26 июня 2018 года Папа Франциск принял отставку, представленную кардиналом Доменико Кальканьо, с должности председателя Администрации церковного имущества Святого Престола, в связи с достижением соответствующего возраста и назначил его преемником монсеньора Нунцио Галантино, бывшего епископа Кассано-алль’Йонио, бывшего до сих пор генеральным секретарём Итальянской епископской конференции.
4 марта 2022 года возведён в сан кардинала-священника с титулярной диаконией pro hac vice Аннунчационе-делла-Беата-Вирджине-Мария-а-виа-Ардеатина
3 февраля 2023 года кардиналу Кальканьо исполнилось 80 лет и он потерял право на участие в Конклавах.